# ジョン・ハーディー (遺伝学者)
ジョン・アンソニー・ハーディー（John Anthony Hardy, 1954年11月9日 - ）は、イギリスの遺伝学者。ユニヴァーシティ・カレッジ・ロンドン教授。
1990年代初頭、アルツハイマー病の発症機序に関して、「アミロイドβ」仮説を提唱した。

## 経歴
ランカシャー州出身。1976年にリーズ大学を卒業し、1981年にインペリアル・カレッジ・ロンドンで生化学のPh.D.を取得した。ニューカッスル大学で博士研究員となった後、1982年に生化学の助教授となり、1983年から翌年までウメオ大学で神経病理学の講師を務めた。1992年に南フロリダ大学でアルツハイマー病研究の教授となり、1996年にメイヨー・クリニックで薬理学の教授を務めた。2007年から現職。 
2009年王立協会フェロー選出。2014年ダン・デイヴィッド賞、2016年生命科学ブレイクスルー賞を受賞。